# 1935 no desporto

## Eventos

### Futebol
- 20 de janeiro - Primeira edição da Primeira Divisão Experimental.[1]
- 10 de abril - Fundação da Sociedade Esportiva e Recreativa Caxias do Sul, o Caxias.
- 12 de maio - Futebol Clube do Porto é o Campeão da Primeira edição da Liga Experimental de 1934-35.[1]
- 16 de dezembro - Refundação do São Paulo Futebol Clube.

### Xadrez
- 15 de fevereiro a 15 de março - Torneio de xadrez de Moscou de 1935, vencido por Mikhail Botvinnik.[2]

## Nascimentos
| Data            | Nome                        | Profissão                        | Nacionalidade                       | Observações | Ref    |
| --------------- | --------------------------- | -------------------------------- | ----------------------------------- | ----------- | ------ |
| 16 de janeiro   | Udo Lattek                  | futebolista e técnico de futebol | Alemanha Nazista                    | m. 2015     | [ 3 ]  |
| 26 de fevereiro | Dorval                      | futebolista                      | Brasil                              | m. 2021     | [ 4 ]  |
| 4 de março      | Bent Larsen                 | jogador de xadrez                | Dinamarca                           | m. 2010     | [ 5 ]  |
| 6 de março      | João Morais                 | futebolista                      | Portugal                            | m. 2010     | [ 6 ]  |
| 28 de março     | Józef Szmidt                | atleta, triplo saltador          | Polônia                             | m. 2024     | [ 7 ]  |
| 29 de abril     | Gundi Busch                 | patinadora artística             | Alemanha Ocidental · Itália (nasc.) | m. 2014     | [ 8 ]  |
| 2 de maio       | Luis Suárez                 | jogador e treinador de futebol   | Espanha                             | m. 2023     | [ 9 ]  |
| 8 de maio       | Jack Charlton               | ex-futebolista e técnico         | Inglaterra                          | m. 2020     | [ 10 ] |
| 8 de julho      | Robert Dineen               | patinador artístico              | Estados Unidos                      | m. 1961     | [ 11 ] |
| 10 de julho     | Patricia Dineen             | patinadora artística             | Estados Unidos                      | m. 1961     | [ 11 ] |
| 18 de julho     | Tenley Albright             | patinadora artística             | Estados Unidos                      |             |        |
| 22 de julho     | Ron Springett               | ex-goleiro                       | Inglaterra                          | m. 2015     | [ 12 ] |
| 6 de agosto     | Mário Coluna                | futebolista                      | Portugal (Moçambique)               | m. 2014     | [ 13 ] |
| 20 de setembro  | Orlando Peçanha de Carvalho | futebolista                      | Brasil                              | m. 2010     | [ 14 ] |
| 21 de setembro  | Jimmy Armfield              | ex-futebolista e técnico         | Inglaterra                          | m. 2018     | [ 15 ] |
| 24 de setembro  | Vicente Lucas               | futebolista                      | Portugal (Moçambique)               |             |        |
| 21 de dezembro  | Lorenzo Bandini             | piloto de Fórmula 1              | Itália (Líbia)                      | m. 1967     | [ 16 ] |
| 28 de dezembro  | Ary Vidal                   | técnico de basquete              | Brasil                              | m. 2013     | [ 17 ] |
| 30 de dezembro  | Manuel Aaron                | jogador de xadrez                | Índia · Myanmar (nasc.)             |             |        |

## Mortes
| Data          | Nome        | Profissão        | Nacionalidade | Observações | Ref |
| ------------- | ----------- | ---------------- | ------------- | ----------- | --- |
| 10 de janeiro | Edwin Flack | atleta e tenista | Austrália     | n. 1873     |     |
| 6 de novembro | Eurico Lara | futebolista      | Brasil        | n. 1897     |     |